# Element Six
Element Six és una empresa especialitzada en el subministrament de diamants sintètics, nitrur de bor cúbic i altres materials súper durs per a ús industrial. Element Six, que forma part del grup De Beers, dona feina a més de 1.900 persones i les seves principals instal·lacions de fabricació es troben al Regne Unit, Irlanda, Alemanya, Sud-àfrica i els EUA.
Els materials d'enginyeria avançada Element Six s'utilitzen en aplicacions abrasives com ara tallar, rectificar, perforar, tallar i polir, mentre que les propietats extremes del diamant sintètic més enllà de la duresa s'apliquen en una àmplia gamma d'aplicacions industrials i tecnològiques com ara òptica, transmissió d'energia, aigua. tractament, semiconductors, sensors i processament de la informació quàntica.

## Història
Sir Ernest Oppenheimer va formar Industrial Distributors el 1946, la primera entitat que es va centrar en els usos industrials del diamant natural.
El 1956 es va decidir que De Beers havia de fer un esforç concertat per produir diamant sintètic i, com a resposta, es va establir un grup de recerca, anomenat Adamant Research Laboratory, que es va allotjar com a subdivisió del laboratori. Dos anys més tard, després d'una intensa investigació sobre tècniques d'alta pressió i temperatura, un equip liderat per Jan Custers i Henry Dyer va produir resultats reeixits.
El seu èxit en la síntesi de diamants va ser anunciat al món el 1959 per Harry Oppenheimer. Una planta a gran escala per produir diamants industrials sintètics va començar a operar comercialment a Springs, Gauteng, el 1961, seguida d'una segona planta a Shannon, Comtat de Clare, el maig de 1963. Aquests dos desenvolupaments van donar naixement al grup De Beers Industrial Diamonds.

## Productes
Els productes oferts per Element Six es divideixen en dues grans categories: superabrasius i productes de diamants avançats. La major part del negoci de l'empresa avui és en superabrasius. Aquests productes es basen en els materials més durs com el diamant sintètic i el nitrur de bor cúbic que s'utilitzen en una àmplia gamma d'aplicacions de tall, mòlta i perforació, des de l'exploració de petroli i gas fins a màquines eina, fabricació de peces d'automòbil i producció de marbre.